# Kelly Golebiowski
Kelly Golebiowski (26 de julho de 1981) é uma ex-futebolista profissional australiana que atuava como meia.

## Carreira
Kelly Golebiowski representou a Seleção Australiana de Futebol Feminino, nas Olimpíadas de 2000.